# Egypt International
Die Egypt International sind im Badminton die offenen internationalen Meisterschaften von Ägypten. Sie wurden erstmals im Jahr 2015 ausgetragen. Für Junioren findet international das Egypt Juniors statt.

## Turniergewinner
| Saison    | Herreneinzel       | Dameneinzel              | Herrendoppel                               | Damendoppel                              | Mixed                                     |
| --------- | ------------------ | ------------------------ | ------------------------------------------ | ---------------------------------------- | ----------------------------------------- |
| 2015      | Edwin Ekiring      | Hadia Hosny              | Ridzwan Rahmat Misbun Shawal Mohmed Misbun | Hadia Hosny Doha Hany                    | Ahmed Salah Menna Eltanany                |
| 2016      | Milan Ludík        | Gerda Voitechovskaja     | Vanmaël Hériau Florent Riancho             | Krestina Silich Gerda Voitechovskaja     | Ahmed Salah Menna Eltanany                |
| 2017      | Sam Parsons        | Aliye Demirbağ           | Yogendran Krishnan Jonathan Persson        | Alesia Zaitsava Anastasiya Cherniavskaya | Yogendran Krishnan Prajakta Sawant        |
| 2018      | Ade Resky Dwicahyo | Thet Htar Thuzar         | Ade Resky Dwicahyo Azmy Qowimuramadhoni    | Pooja Dandu Sanjana Santosh              | Oliver Schaller Céline Burkart            |
| 2019      | Ade Resky Dwicahyo | Thet Htar Thuzar         | Koceila Mammeri Youcef Sabri Medel         | Simran Singhi Ritika Thaker              | Dhruv Rawat Kuhoo Garg                    |
| 2020 2021 | nicht ausgetragen  | nicht ausgetragen        | nicht ausgetragen                          | nicht ausgetragen                        | nicht ausgetragen                         |
| 2022      | Samuel Hsiao       | Daniella Gonda           | Pharanyu Kaosamaang Worrapol Thongsa-Nga   | Martina Corsini Judith Mair              | Ratchapol Makkasasithorn Chasinee Korepap |
| 2023      | Harry Huang        | Romane Cloteaux-Foucault | Louis Ducrot Quentin Ronget                | Julia Meyer Leona Michalski              | Jones Ralfy Jansen Julia Meyer            |
| 2024      | Raghu Mariswamy    | Stefani Stoeva           | Kittisak Namdash Tovannakasem Samatcha     | Lucie Amiguet Caroline Racloz            | Koceila Mammeri Tanina Violette Mammeri   |